# Economia regional
Economia regional é o ramo da economia que se dedica a estudar as disparidades e o desenvolvimento entre determinadas regiões. O estudo da economia regional está ligado a vários outros ramos da economia, dependendo da região estudada.